# Cécile Corbel
Pour les articles homonymes, voir Corbel.
Cécile Corbel, née le 28 mars 1980 à Pont-Croix (Finistère), est une harpiste, auteure-compositrice-interprète et chanteuse bretonne. Avec sa harpe celtique, elle a commencé par interpréter le répertoire traditionnel celtique, avant de composer ses propres mélodies. Ses influences sont multiples, en passant du folk aux musiques du monde, de la musique classique à la musique contemporaine.
Cécile Corbel chante dans de nombreuses langues, dont le français, le breton ou l'anglais et a interprété des chansons en allemand, espagnol, italien, gaélique, hébreu, turc et japonais.
Elle est l'auteur de plusieurs albums, dont quatre « Songbook », et signe notamment en 2010 la bande originale du film Arrietty : Le Petit Monde des Chapardeurs du Studio Ghibli, disque d'or au Japon. En 2014, elle signe chez Polydor et sort l'album La Fiancée, puis Vagabonde le 7 octobre 2016.

## Biographie
Cécile Corbel est née à Pont-Croix dans le Finistère en 1980. Adolescente, elle apprend la guitare et elle écoute différents styles musicaux, notamment du rock (Led Zeppelin, Deep Purple, Jethro Tull) et du metal (Iron Maiden), « une des musiques les plus inventives sur le plan de l'harmonie ». Elle découvre la harpe celtique à l'âge de quinze ans après avoir découvert la musique d'Alan Stivell. Elle suit les enseignements de la harpiste grecque Elisa Vellinaniti, rencontrée lors d'un concert sur le Cap Sizun.
À 18 ans, après avoir obtenu un bac S à Quimper, elle déménage à Paris pour y suivre des études. Elle entre alors à l’École du Louvre et obtient après cinq ans un DEA en archéologie. En parallèle de ses études scientifiques, elle acquiert une culture artistique. Elle fait ses débuts en jouant dans des pubs ou des rues de la capitale et donne son premier concert en 2002 au Pub Ti Jos, célèbre dans le quartier breton de Paris. Remarquée par la American Harp Society, elle s'est rendue en Louisiane en 2002 et 2003 pour des master class de harpe. En 2002, elle passe par le groupe de rock celtique TornaoD avant de se lancer en solo, en se produisant notamment lors des premières parties de Lúnasa ou d’Hélène Flaherty.

### Débuts professionnels

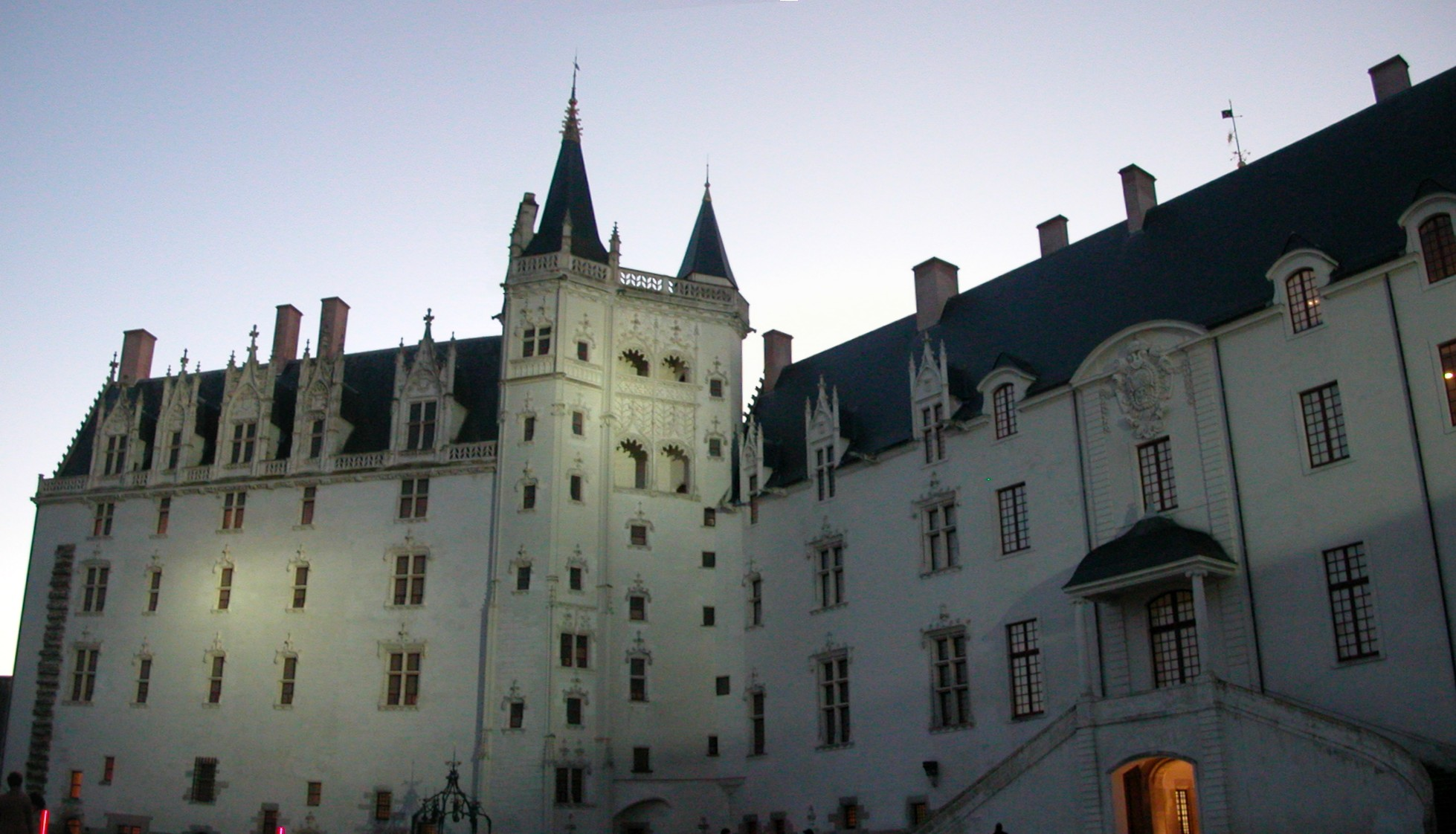
Le Château des ducs de Bretagne où se déroule en 2009 le spectacle Anne de Bretagne

En 2005, elle remporte le prix Paris Jeunes Talents Musique et sort un premier EP six titres autoproduit, qui fait se côtoyer l’Orient et l’Occident. Pour conclure une tournée estivale, elle se produit sur la scène de La Flèche d'or à Paris les 29 et 30 août. Puis, elle signe avec le label indépendant Keltia Musique, avec qui elle sort en 2006 son premier disque, Songbook Vol. 1. Ce premier opus fait figurer des airs bretons, gallois et irlandais, un texte du poète écossais du XVIIIe siècle Robert Burns et des ballades dans plusieurs langues qui oscillent entre la douceur de la harpe et l'énergie pop-rock celtique. Elle commence à faire des tournées, y compris à l’étranger, comme à Adélaïde où elle partage en 2006 l’affiche avec Yann Tiersen et Matmatah, et fait des première parties de concerts, comme celui d’Alan Stivell à Reims, ou ceux de Laurent Voulzy durant trois jours à l’Olympia,.
Le 16 novembre 2008 sort Songbook vol 2, un album à nouveau produit par le label quimperois Keltia Musique. C'est également un luthier quimpérois, Marin Lhopiteau, qui a fabriqué sa harpe celtique ornée d'une sorte de figure de proue en forme de tête de lion. Cécile Corbel compose pour la première fois 10 des 12 morceaux que compte l'album. Elle chante en français, anglais, séfarade, gaélique et partage un duo avec l'écossais Jimme O'Neill, leader du groupe The Silencers.
Cécile Corbel participe en 2009 au projet d’opéra rock Anne de Bretagne, dans lequel elle incarne le rôle éponyme. L’auteur compositeur Alan Simon choisit Cécile Corbel après avoir eu des difficultés à trouver quelqu’un pour jouer ce rôle. Dans ce projet, elle incarne le rôle d’Anne de Bretagne, duchesse de Bretagne et reine de France, aux côtés d’autres musiciens comme Tri Yann, ou Fairport Convention. Le spectacle se tient fin juin 2009 au Château des ducs de Bretagne à Nantes, précédé par un album auquel elle participe avec 200 autres musiciens.

### Travail avec le studio Ghibli

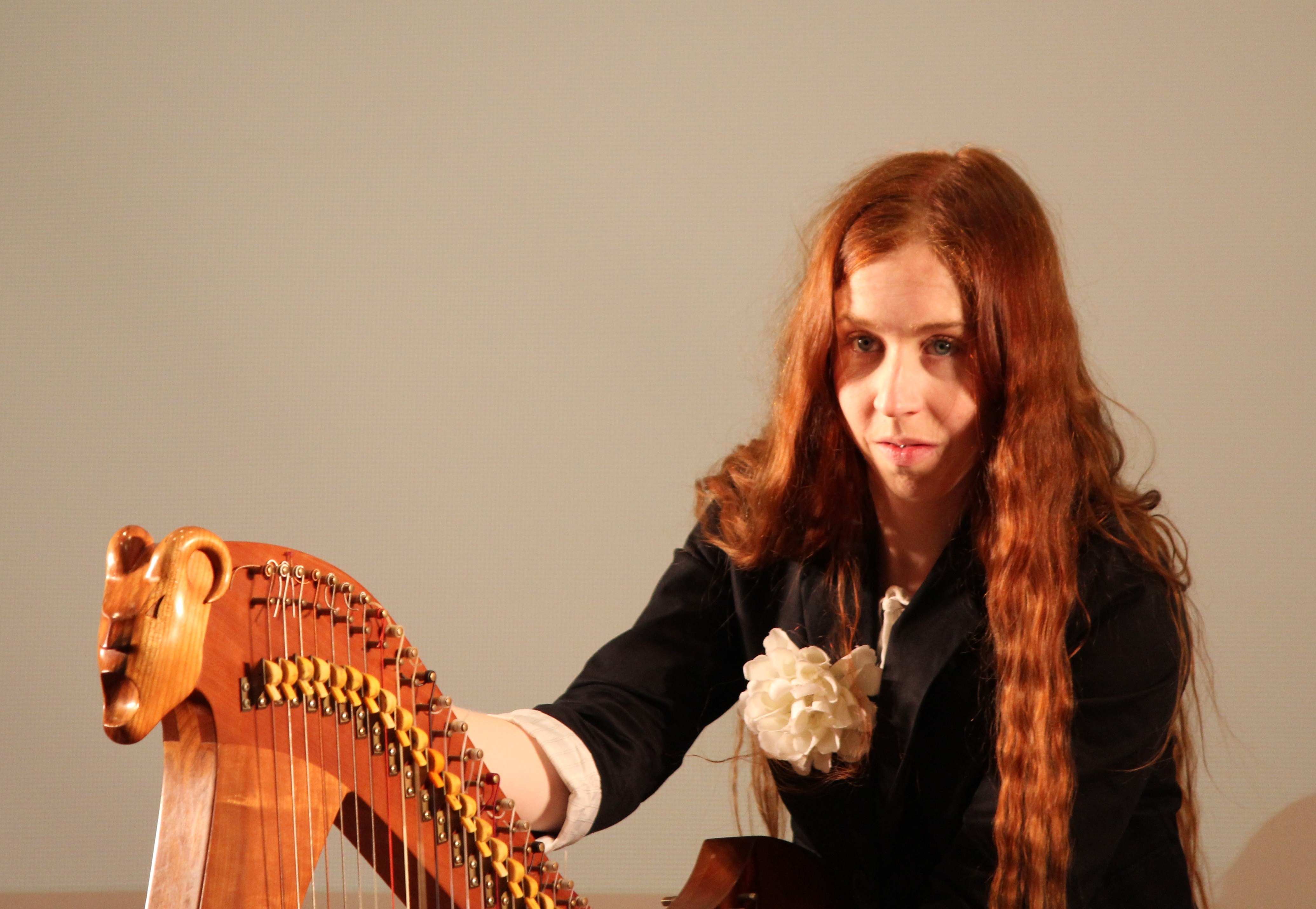
En concert à Tokyo en 2010 pour la sortie de la BO de Arrietty : Le Petit Monde des Chapardeurs.

À l’occasion de la sortie de son album Songbook volume 2, elle envoie un exemplaire de celui-ci au Studio Ghibli pour les remercier de la source d’inspiration qu’ils représentent alors pour elle. Cet exemplaire parvient à Toshio Suzuki, le producteur en chef de Arrietty : Le Petit Monde des Chapardeurs, au moment où son équipe cherche une musique pour ce film, alors en pré-production. Des contacts sont alors pris et une partie de l’équipe japonaise du film, dont le réalisateur Hiromasa Yonebayashi, se déplace à l’un de ses concerts dans une église du Berry. Le 16 décembre 2009, le Studio Ghibli annonce officiellement que Cécile Corbel cosigne le thème musical de son film Arrietty : Le Petit Monde des Chapardeurs, sorti en 2010 au Japon,. Il s’agit alors de la première participation d’un artiste étranger à la bande-son d’un film de ce studio et des seuls Français à avoir composé la bande originale d'un film japonais d'après la Sacem.
La participation qui devait initialement se limiter à une chanson s’est progressivement élargie à plusieurs chansons pour aboutir à la totalité de la musique du film, soit une vingtaine de titres. Les morceaux, d’inspiration bretonnes et orientales sont enregistrés à Paris avec une douzaine de musiciens. La délicatesse de la musique s'adapte aux messages du film et notamment l'amour profond de la nature véhiculé par les instruments tels que le violoncelle, le bodhrán et le duduk. Associée à la promotion du film, elle s'est produite dans tout le Japon, en jouant lors des avant-premières, dont la première a lieu le 1er juillet 2010 au temple Zōjō-ji à Tokyo.
Arrietty's Song s'est vendu au Japon à près de deux cent cinquante mille copies (meilleure vente de bande originale). En 2011, l'album de Cécile Corbel reçoit le prix de « Bande Originale de l'année » lors des Japan Gold Disc Awards (l’équivalent des Victoires de la musique en France), l'Award de la meilleure musique de film à la Tokyo Anime Fair et un disque d'or certifié par la RIAJ pour plus de 100 000 exemplaires vendus au Japon,.

### Créations récentes et  projets

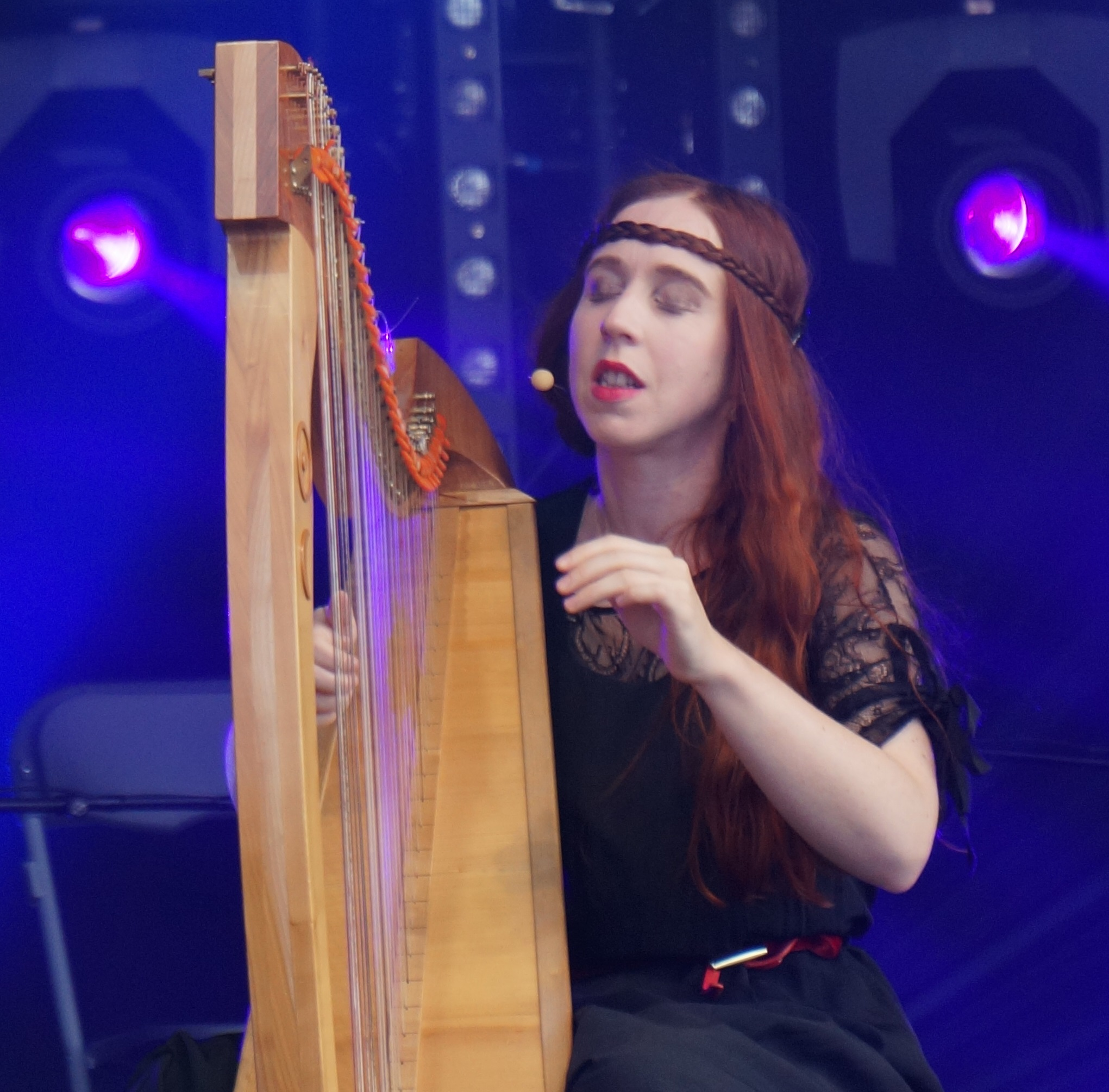
Cécile Corbel à Châlons-en-Champagne en 2014.

En mai 2011, son troisième « Songbook » paraît sous le titre Renaissance ; un album qui sonne comme un retour aux sources, plus acoustique. Elle écrit de nouvelles paroles au thème traditionnel Brian Boru, écrit à la gloire du roi irlandais et harpiste du Xe siècle et qui avait nourri l'album du même nom publié en 1995 par Alan Stivell,. Début 2013, elle participe à la « Nuit de la Bretagne » dans les Zéniths de Nantes, Lille et Caen. Son 4e album studio, Roses, sort le 24 juin 2013. Poursuivant ses passerelles avec la world music, les musiques méditerranéennes et médiévales, elle saupoudre d'indices de musiques japonaises ses compositions à l'univers celtique, avec des chansons en français, anglais, breton et même en séfarade (Hija Mia), langue proche de l'espagnol. Si la plupart des douze titres sont signés de Cécile Corbel et Simon Caby, elle intègre quelques thèmes traditionnels bretons ou irlandais et reprend The Riddle, un titre du chanteur anglais Nik Kershaw.
En 2013, elle devient l'égérie au Japon des produits de beauté Fleur de Mer, une ligne cosmétique 100 % naturelle créée en Bretagne.
Avec Simon Caby, elle travaille à l'écriture de la musique du film Terre des ours, premier documentaire animalier en 3D, dont la BO est sortie le 26 février 2014 chez Polydor. Dès juillet 2014, le single Entendez-vous, accompagné de deux clips, annonce la sortie de l'album La Fiancée le 6 octobre chez Polydor. Les inspirations sont baroques et l'identité visuelle qui accompagne la musique est réalisée par l'artiste Die Frau. Durant les étés 2015 et 2016, elle prend la route des églises, chapelles et abbayes principalement bretonnes.

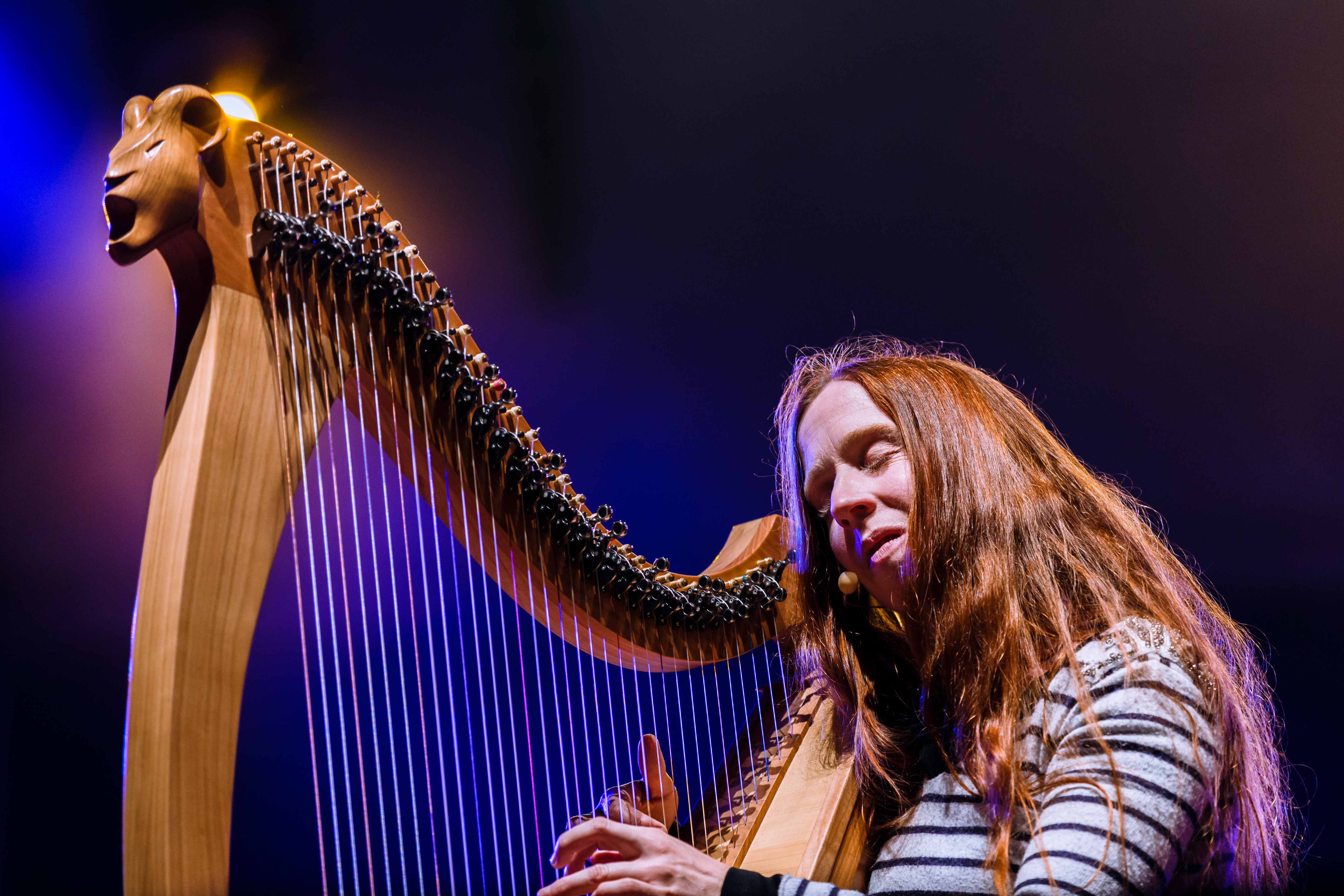
Concert au festival de Cornouaille à Quimper le 20 juillet 2017.

En juillet 2016, le single La Fille sans nom dévoile un duo avec le Sénégalais Faada Freddy autour de l'évocation d’une « migrante ». Le 7 octobre est paru Vagabonde, un album de chanson folk où « il y a bien sûr des complaintes qui font pleurer, mais aussi des chants de travail ou des chansons à danser et à partager ». Les invités enrichissent la musique de sonorités world et celtique : Poppy Seeds, The Moorings, les Écossais Manran, Pomme, Gabriel Yacoub (Malicorne). La Lanterne Magique est le spectacle parallèle, construit comme un ballet de sons, empruntés notamment à ses nombreuses musiques de films et des tableaux visuels enchanteurs. Elle travaille en 2017 sur la musique d'un jeu vidéo.

## Divers

### Composition du groupe

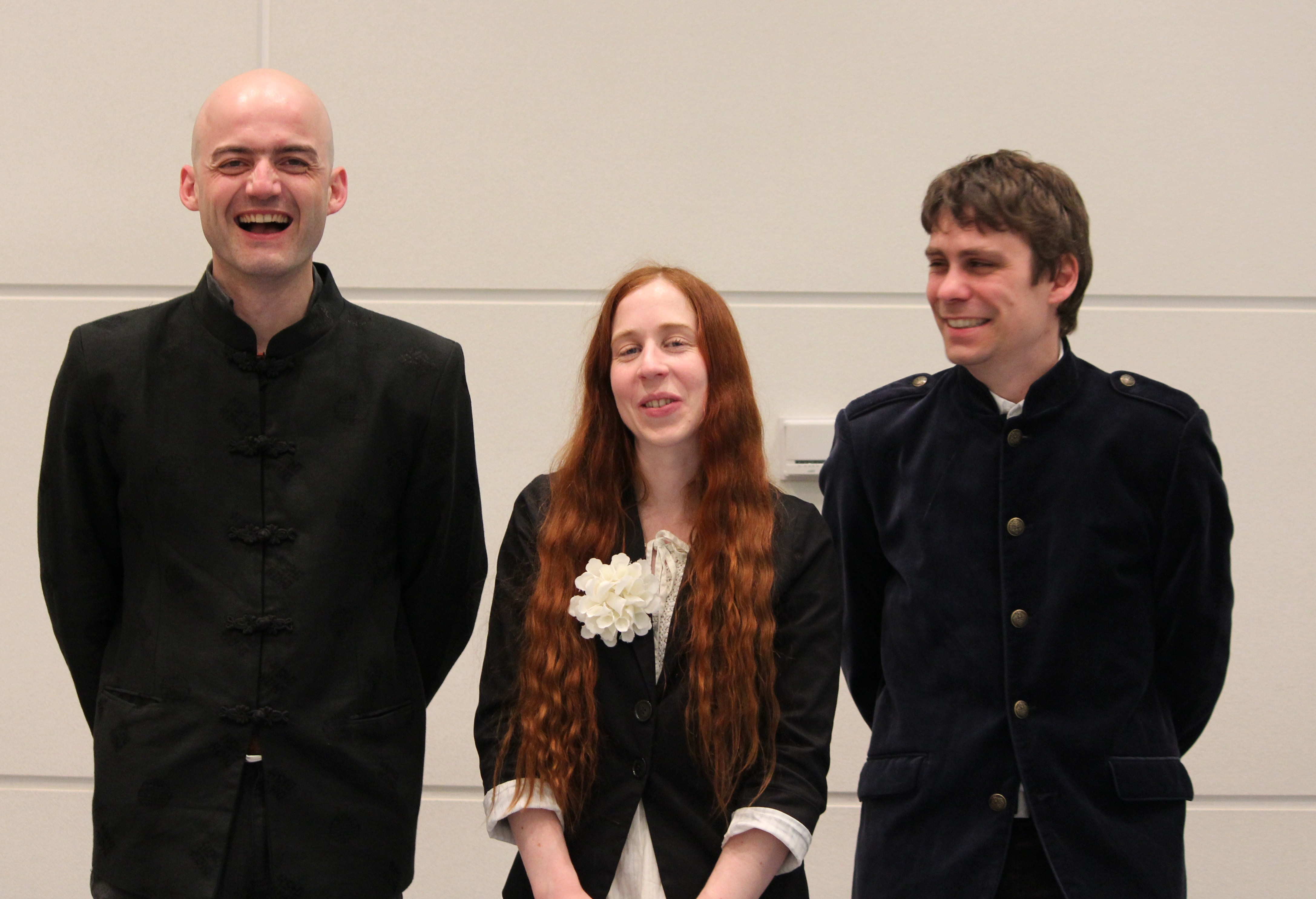
De gauche à droite: Pascal Boucaud, Cécile Corbel et Cyril Maurin.

Musiciens sur scène, du duo au quintet :
- Cécile Corbel : harpe et voix
- Gaëdic Chambrier : guitares et chœurs
- Christophe Piot: percussions
- Julien Grattard : violoncelle
- Benoît Volant: violon

### Vie privée
L'auteur-compositeur Simon Caby est son partenaire à la ville et à la scène. Depuis 2012, elle partage son temps entre le Finistère, ses tournées et Dangeau en Eure-et-Loir, où est situé son studio d'enregistrement,.
Depuis le 31 décembre 2015, Cécile Corbel est la mère d'un petit garçon prénommé Joseph.

### Prix et récompenses
- Prix Paris Jeunes Talents 2005 ;
- Disque d'or pour la bande originale Karigurashi no Arrietty 2010 [42];
- Prix de la meilleure musique de film 2010 aux Golden Disc Awards au Japon ;
- Award de la meilleure musique de film à la Tokyo Anime Fair 2011 ;
- Prix de la meilleure vente de bande originale avec Arrietty en 2010 au Japon ;
- "ffff" Télérama pour la BO du film Arrietty en 2011 ;
- Prix de la meilleure chanson d'anime et manga du magazine Animeland en 2012.

### Engagements
- Cécile Corbel est la marraine de La Porte des secrets, une œuvre au sein de l'abbaye de Paimpont au cœur de la forêt de Brocéliande[43].

## Discographie

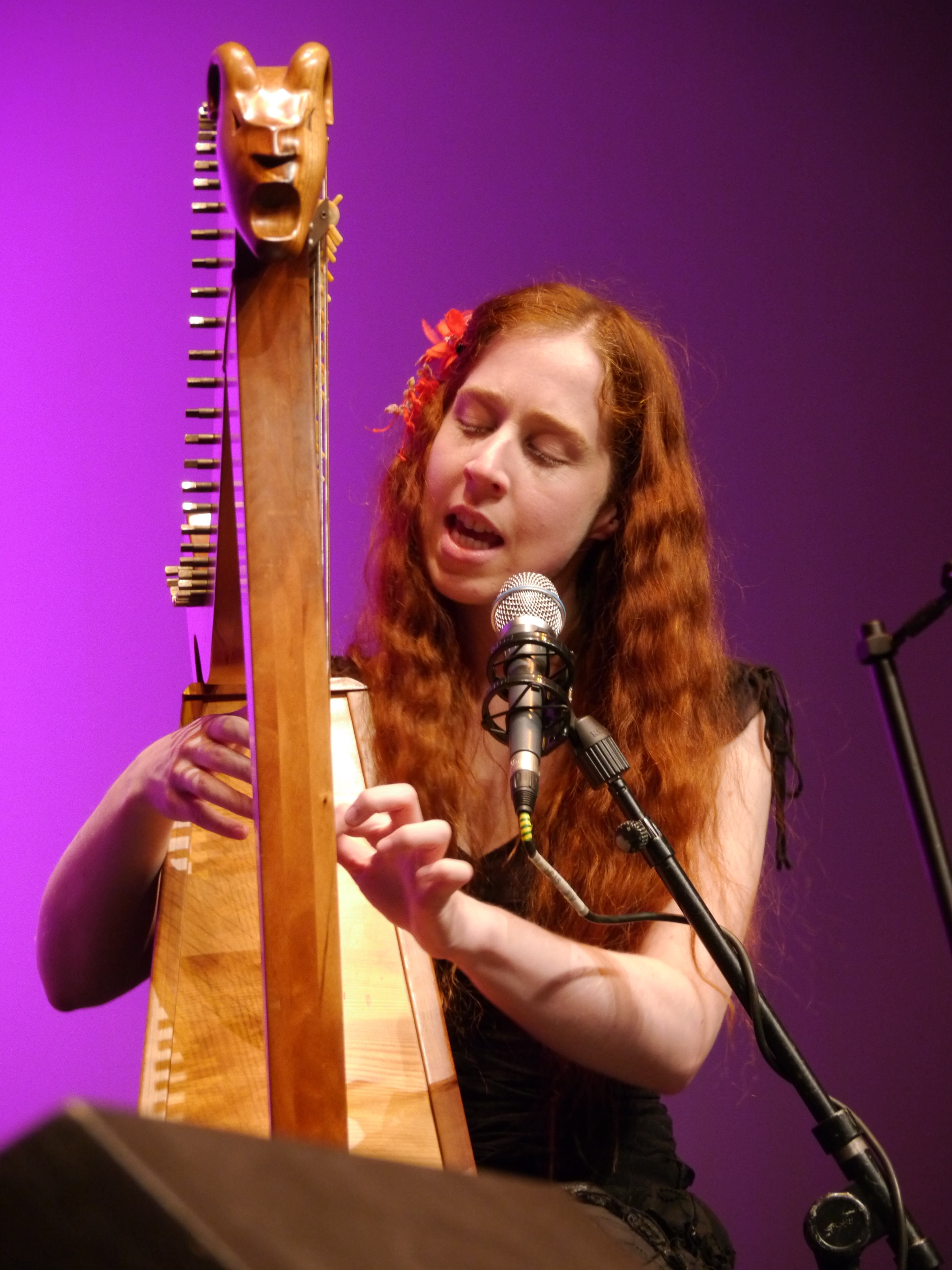
Cécile Corbel à Toulon en avril 2011

### Participations
- 2007 : Harpe sur Hey Little Boy, sur l'album Full moon de Night shift[44]
- 2009 : Anne de Bretagne : Le Rock Opéra d'Alan Simon (2 CD, Babaïka Productions)
- 2010 : Anne de Bretagne : Le Rock Opéra d'Alan Simon - Live au château des ducs de Bretagne (DVD, Babaïka Productions)
- 2011 : Excalibur III, The Origins par Alan Simon - titres : The Origins part I & II, Incantations, Roma
- 2012 : Femmes de Bretagne, album collectif (Keltia Musique) - titre : Femmes de Bretagne
- 2012 : Wonder Tourism de Daishi Dance (Universal) - titre : Take me Hand
- 2013 : Best of de Yumi Arai (Sony Music Japan) - titres : I know I could tell you et Just a little Less
- 2014 : Ma Solitude de Stanislas - titre : Les Nuits Urbaines (duo)
- 2017 : Breizh eo ma bro ! (Sony Music) - titres : Marie-Jeanne-Gabrielle de Louis Capart et  Bro gozh ma zadoù en collégiale

#### Bandes originales
- 2010 : Arrietty's Song (EP - Yamaha Music Communication) Japon
- 2010 : Kari-gurashi (chansons additionnelles et alternatives pour Arrietty) (Tokuma) Japon
- 2011 : Arrietty, le petit monde des chapardeurs (Wasabi Records)
- 2014 : Terre des ours (Polydor)
- 2020 : War an hent... Sur la route de... (bande son du défilé de Pascal Jaouen)

## Multimédia

### Clips
| Année | Titre               | M/V  |
| ----- | ------------------- | ---- |
| 2008  | Sans faire un bruit | Lien |
| 2009  | Sweet Song          | Lien |
| 2009  | La fille damnée     | Lien |
| 2010  | Sans faire un bruit | Lien |
| 2010  | Arrietty's Song     | Lien |
| 2011  | En La Mar           | Lien |
| 2012  | Sweet Amaryllis     | Lien |
| 2013  | Garden District     | Lien |
| 2014  | Kamchatka           | Lien |
| 2014  | Entendez-vous       | Lien |
| 2016  | La fille sans nom   | Lien |

### Radio
- 4 octobre 2014 : concert privé sur France Bleu, présenté par Elodie Suigo
- 23 octobre 2015 et 2 avril 2017 : émissions consacrées à sa vie et sa carrière sur Radio Aix-les-Bains 88FM[45]

#### Partitions de ses chansons
- Mon carnet de harpe celtique, 12 pièces faciles pour harpe et voix
- Harpe celtique et chants du monde, 6 chansons pour harpe et voix
- 10 songs from the songbooks 1, 2, & 3, pour harpe et voix